# 사커월드
사커월드는 대한민국의 축구 전문 웹사이트이다. 이 곳에서는 K리그를 비롯한 각 나라 리그의 경기 일정 및 결과, 선수 사진 등의 축구 소식을 제공한다.

## 같이 보기
- 와이드사커 (축구 게시판)
- 소풋
- 사커라인